# Adidas Brazuca

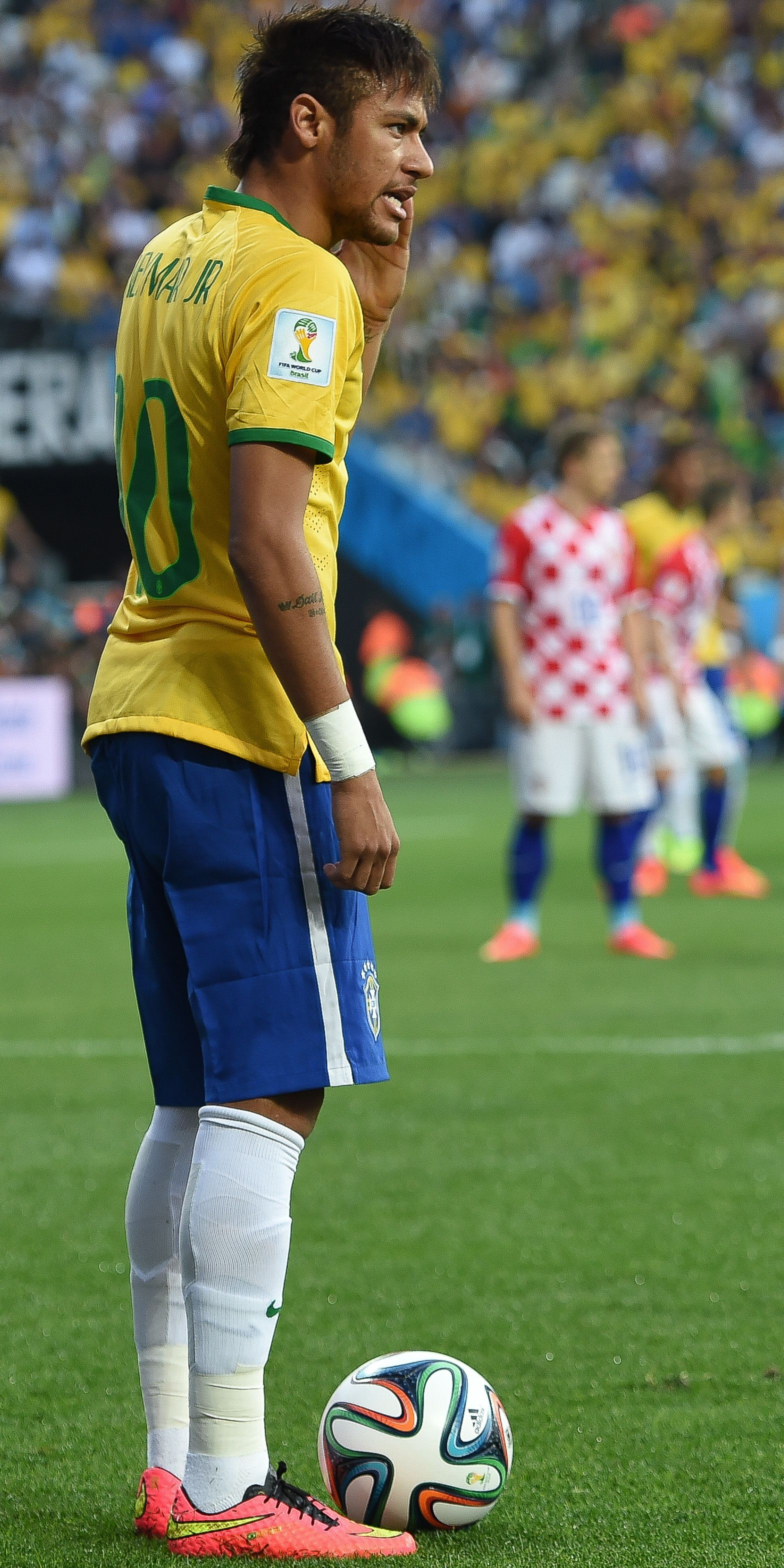
Tiro libre mostrando el balón y a Neymar antes de efectuarse.

El Adidas Brazuca fue el balón de fútbol oficial usado durante la Copa Mundial de 2014 realizada en Brasil. Fue fabricado por la compañía de equipamiento deportivo Adidas y presentado el 3 de diciembre de 2013, tres días antes que tuviera lugar el sorteo de equipos para los grupos, a pesar de que normalmente es el mismo día del sorteo cuando presentan el nuevo balón para la copa. Lo presentaron en Río de Janeiro en el Parque Lage con efectos de luz en 3D.
Para la final del torneo fue presentado un modelo del balón llamado Brazuca Final Río y está inspirado en los colores de la copa.
Obtuvo su nombre el 2 de septiembre de 2012, cuando concluyó una votación en la que participaron un millón de hinchas del país anfitrión. Entre los nombres que fueron votados fueron Brazuca (77.80%), Bossa Nova (14.60%), y Carnavalesca (07.60%). El nombre Brazuca es visto de diferentes maneras. Una es como la combinación de las palabras "Brazilian" y "Bazuka" que es portugués para "bazooka". También como una palabra que representa la pasión, dedicación, respeto por el fútbol y a su país. También en jerga es una manera para llamarles a los brasileños, y también por las relaciones con la diáspora brasileña. La pelota trae una nueva configuración de paneles, coloridos detalles basados en el logo del evento y un diseño con la constelación de estrellas presentes en la bandera brasileña.
El balón Brazuca debió superar las pruebas más exigentes durante más de dos años y medio, y en ellas tomaron parte más de 600 de los mejores jugadores de todo el mundo y 30 equipos de más de diez países a lo largo y ancho de tres continentes distintos. 
Así es como se convirtió en el balón que más pruebas ha debido superar de toda la historia de Adidas, para garantizar su adaptabilidad a cualquier terreno de juego. Los equipos de fútbol que han participado en dichas pruebas son entre otros, el AC Milan, el Bayern de Múnich, el Palmeiras y el Fluminese. Algunos de los jugadores involucrados durante el proceso han sido las estrellas de fútbol como Lionel Messi, Iker Casillas, Bastian Schweinsteiger y Zinedine Zidane. 
Este balón ya ha saltado al terreno de juego en varios encuentros de carácter internacional durante la competición de la Copa Mundial sub-20 de la FIFA, luciendo el diseño correspondiente al Cafusa, en un partido amistoso entre Suecia y Argentina en febrero del 2013 y en el derby español entre Barcelona y Real Madrid en abril de 2014.
Cabe destacar que cuenta con una tecnología idéntica a la utilizada por el Tango 12 de la Eurocopa 2012, el Cafusa de la Copa FIFA Confederaciones 2013 y la pelota oficial de la Liga de Campeones de la UEFA. Cuenta con 6 paneles simétricos que ayudan a mejorar el control y el contacto, así como la estabilidad y la aerodinámica sobre el terreno de juego.

## Diseños especiales

### Brazuca Final Rio
El primer rediseño, el Adidas Brazuca Final Rio, se creó para ser el balón oficial de la Final de la Copa del Mundo 2014. La diferencia con el modelo que se usó en el resto de la competición es que sus bordes son dorados, negros y verdes.
A diferencia de su contraparte original, el Adidas Brazuca, el «Final Rio» posee bordes dorados, verdes y negros, los cuales son los colores del trofeo de la Copa del Mundo.
El balón fue presentado el día 29 de mayo de 2014.
En términos tecnológicos, el balón posee «una simetría única de seis paneles idénticos», y junto con su «estructura superficial», proporciona un «mejor agarre, toque, estabilidad y aerodinámica dentro del terreno de juego», según Adidas.

### Argentum
Otro rediseño es el Adidas Argentum, que se creó para la Primera División de Argentina 2014. La diferencia con el modelo que se usó en la copa mundial es que sus bordes son dorados, negros, celestes y azules.

### Conext 15
El siguiente rediseño fue el adidas conext 15 balón utilizado en competiciones FIFA en 2015 en la Clasificación de UEFA para la Eurocopa 2016, partidos de selecciones patrocinadas por adidas. Para esta versión mantiene los 6 paneles simétricos con un nuevo diseño en los gráficos son unas líneas en rojo, azúl , negro y verde que forman una especie de 8.

### Beau Jeu
Otro diseño para un torneo importante es el Adidas Beau Jeu balón creado para la Eurocopa 2016 de Francia para esta versión conserva los 6 paneles simétricos. Los gráficos están inspirados en el país anfitrión Francia y sus costumbres futbolísticas, esta versión tiene líneas azules, negras , naranjas y rojas.

### Krasava
El último diseño de la familia Brazuca es el "Krasava" este tipo de balón fue utilizado en la Copa FIFA Confederaciones 2017 celebrada en Rusia sus gráficos están inspirados por un Rubí ruso son unas líneas dentadas en rojo y negro en forma de + o X .

## Aspectos técnicos

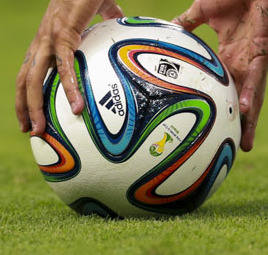
Adidas Brazuca

Adidas, patrocinadora oficial de la FIFA y desarrolladora del balón, afirmó que este esférico posee seis paneles de poliuretano que se unen para mantener la pelota el mismo peso y la misma redondez incluso en la lluvia más intensa. De acuerdo a la estética, la forma nunca antes vista del panel revoluciona el juego mediante la producción de una mayor velocidad de vuelo y el mantenimiento de la redondez verdadera.
La vejiga de la pelota Brazuca está hecha de látex y proporciona la recuperación deseada. La pelota y la textura se siente más como la Adidas Finale 13, el balón oficial de la UEFA Champions League y que el Adidas Jabulani, pelota oficial utilizada en Sudáfrica 2010; además, tiene un diseño más aerodinámico, permitiendo una mayor estabilidad.
La Adidas Brazuca se estrenó en un amistoso internacional entre México y Nigeria. En cuanto a la Copa del Mundo, durante el protocolo de la FIFA previo al comienzo de un partido, se puede notar en la pelota la inscripción de kick off adidas Brazuca, a partir del partido inaugural, entre Brasil y Croacia.